# Holochelus gradojevici
Holochelus gradojevici är en skalbaggsart som beskrevs av Nonveiller 1965. Holochelus gradojevici ingår i släktet Holochelus och familjen Melolonthidae. Inga underarter finns listade i Catalogue of Life.